# Lesser Samuels
Lesser Samuels (* 26. Juli 1894 in Allegheny, Pennsylvania; † 23. Dezember 1980 in New York City) war ein US-amerikanischer Drehbuchautor.

## Leben
Nach seinem Studium der Metallurgie am Carnegie Institute of Technology in Pittsburgh, Pennsylvania, arbeitete Lesser Samuels zunächst in der Stahlindustrie. Später wandte er sich dem Schreiben zu und war ab 1936 als Drehbuchautor für die Gaumont British Picture Corporation in London tätig. 1939 ging er schließlich nach Hollywood, wo er fortan bei verschiedenen Filmstudios als Autor wirkte. Zu seinen Arbeiten zählen MGMs Filmdrama Die wunderbare Rettung (Strange Cargo, 1940) mit Joan Crawford und Clark Gable sowie Columbia Pictures’ Filmmusical Tonight and Every Night (1945) mit Rita Hayworth. 1951 wurde er für den Film Der Haß ist blind (No Way Out) zusammen mit Joseph L. Mankiewicz für den Oscar in der Kategorie Bestes Originaldrehbuch nominiert. Ein Jahr später folgte seine zweite Oscar-Nominierung in derselben Kategorie für Billy Wilders Reporter des Satans (Ace in the Hole). Er konnte jedoch beide Male die Trophäe nicht gewinnen.
Für den Bibelfilm Der silberne Kelch (The Silver Chalice, 1954), mit dem Paul Newman sein Leinwanddebüt gab, schrieb Samuels eines seiner letzten Drehbücher. Er kam zudem als „Associate Producer“ des Films zum Einsatz. Kurz zuvor hatte Samuels auch Victor Savilles Das lange Warten (The Long Wait, 1954) produziert und dafür ebenfalls das Skript beigesteuert. Im Jahr 1956 zog sich Samuels aus dem Filmgeschäft zurück. Zwei Jahre später ging er nach New York, um sich dem Theater zu widmen. Zusammen mit Frank Loesser schrieb er das Libretto für das Musical Greenwillow, das 1960 mit Anthony Perkins in der Hauptrolle am Broadway aufgeführt wurde. Ab 1975 lebte Samuels zusammen mit seiner Tochter Helene Beck in Belmont, Massachusetts. Er starb 1980 im Alter von 86 Jahren in einem New Yorker Pflegeheim.

## Filmografie (Auswahl)
- 1940: Die wunderbare Rettung (Strange Cargo)
- 1940: Bitter Sweet
- 1941: Tödlicher Pakt (Unholy Partners)
- 1945: Tonight and Every Night
- 1950: Der Haß ist blind (No Way Out)
- 1951: Reporter des Satans (Ace in the Hole)
- 1954: Das lange Warten (The Long Wait)
- 1954: Der silberne Kelch (The Silver Chalice)
- 1956: Skrupellos (Great Day in the Morning)

## Auszeichnungen
- 1951: Oscar-Nominierung in der Kategorie Bestes Originaldrehbuch für Der Haß ist blind zusammen mit Joseph L. Mankiewicz
- 1952: Oscar-Nominierung in der Kategorie Bestes Originaldrehbuch für Reporter des Satans zusammen mit Billy Wilder und Walter Newman